# Antonio Segni
Antonio Segni [antònio sènji], italijanski politik, * 2. februar 1891, Sassari, † 1. december 1972, Rim.
Segni je bil minister za šolstvo (1951-1953, 1953-1954), ministrski predsednik (1955-1957, 1959-1960), obrambni minister (1958-1959), notranji minister (1959-1960), zunanji minister (1960-1962) in republiški predsednik (1962-1964).